# Стройка
Стройка, Будівництво (крим. Qurma), також Університет (крим. Universitet) — історична місцина в Сімферополі, у Київському районі. Назва пов'язана з будівництвом Сімферопольського водосховища, район з'явився як житло для його будівників.
Також у місцевість входять мікрорайони Студмістечко, Лікарняне містечко та забудова по вулиці Первомайській.

## Опис
Обмежується з півночі площею Радянської конституції, зі сходу річкою Салгир та Сімферопольським водосховищем, з півдня вулицею Генерала Родіонова та районом Мар'їне, з заходу скелями Дженакай-Кир.
Головні вулиці — Миру, Плотинна, Гончарова, Кусакина, Беспалова, проспект Вернадського.
В районі знаходиться Таврійський національний університет імені В. І. Вернадського, студмістечко, сквер біля студмістечка, ринок «Мар'їнський», лікарняне містечко: Кримська республіканська установа «Онкологічний клінічний диспансер імені В. М. Єфетова», туристична база «Таврія».

## Історія
1952 року Міністерство сільського господарства СРСР затвердило проєкт Сімферопольського водосховища та Салгірської зрошувальної системи біля гори Бітак. У будівництві брало участь близько 3 тис. осіб.
Для будівельників греблі у 1953 році були побудовані двоповерхові будинки на вулицях Миру та Плотинна, район отримав російську назву Стройка.
Пізніше на вулиці Гончарова, 4 з'явилася громадська лазня.
Після побудови у 1960-і роки нових корпусів для Сімферопольського державного університету імені М. В. Фрунзе район отримав свою другу назву — Університет.

## Галерея

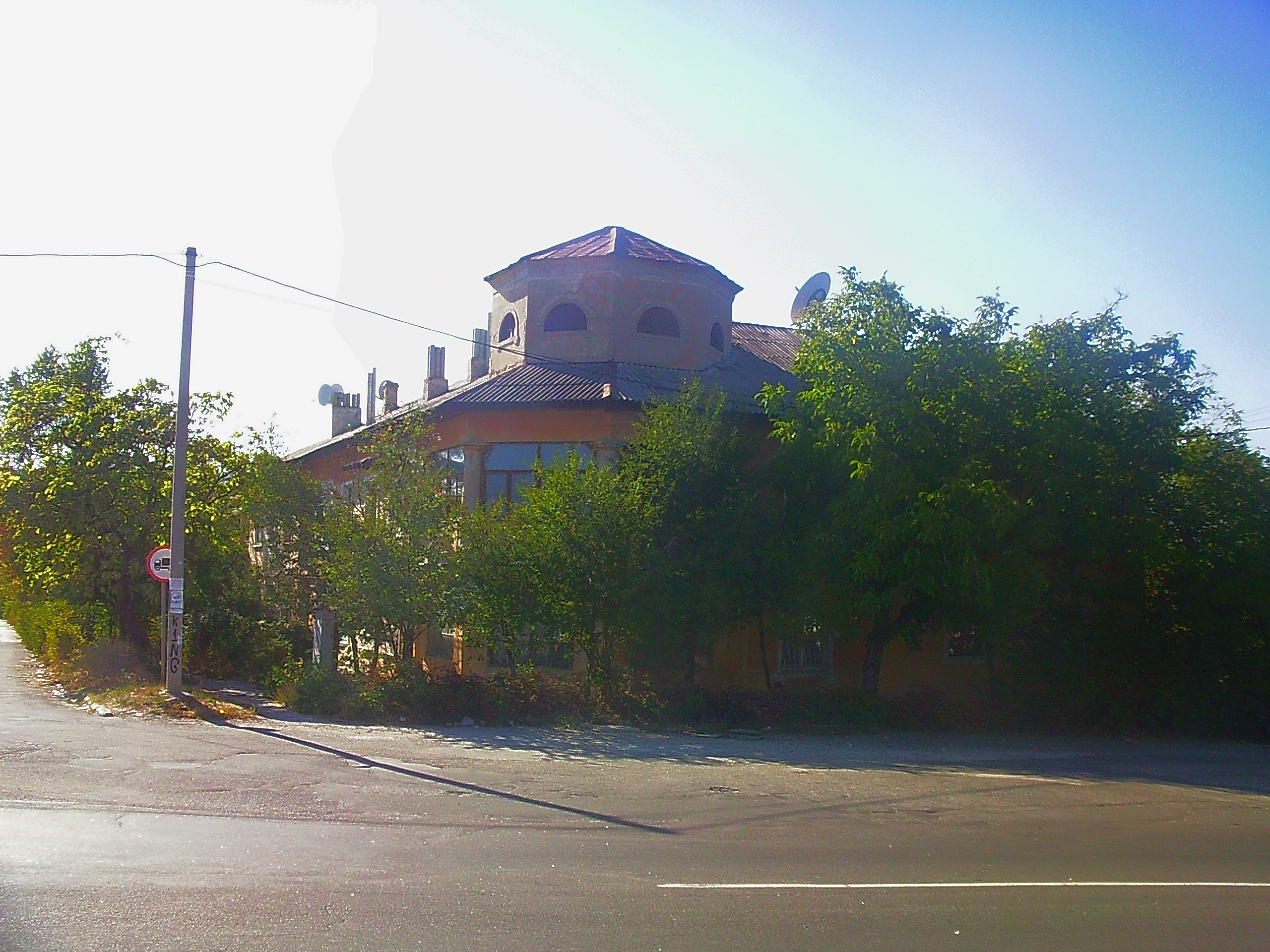
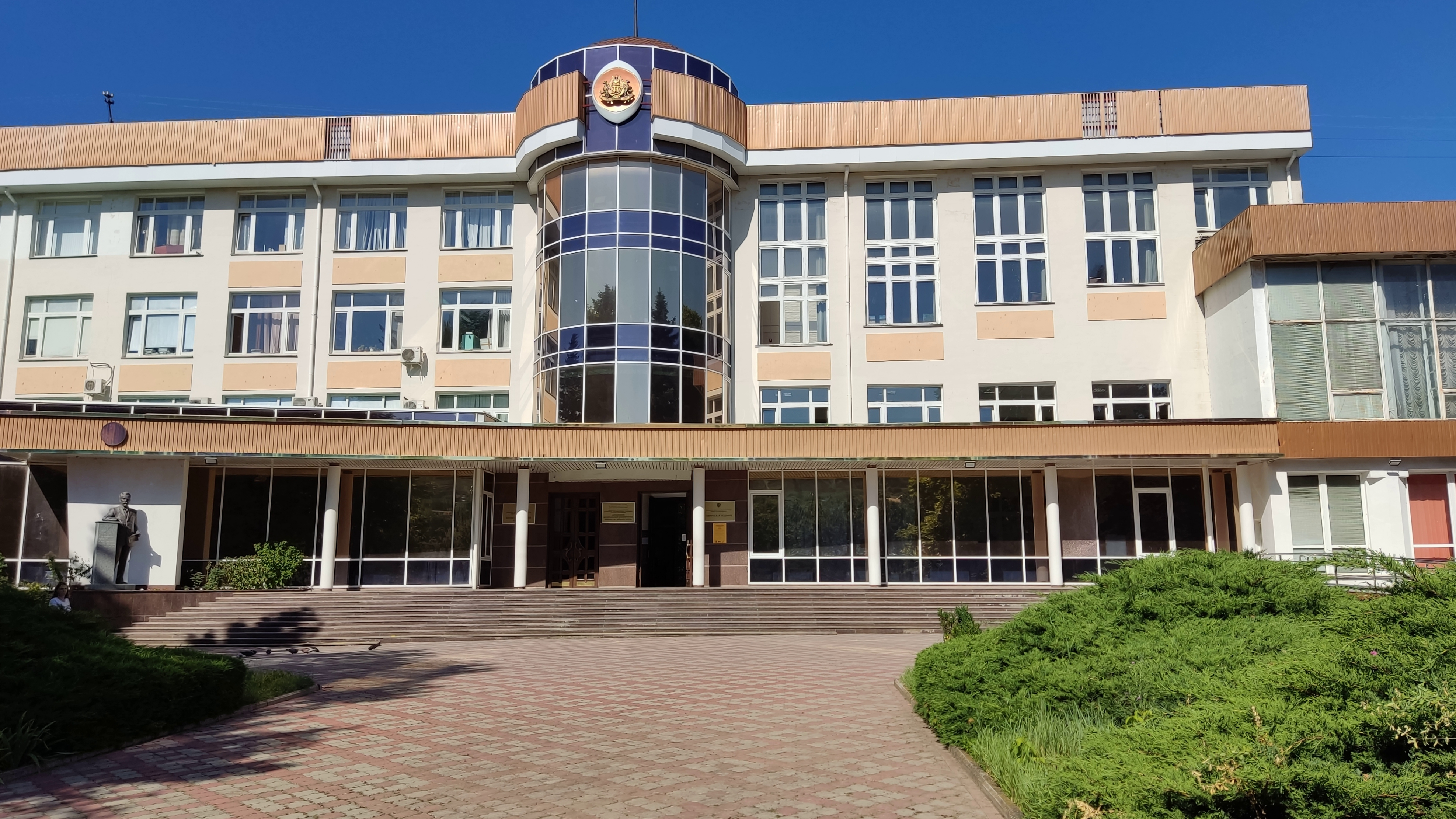
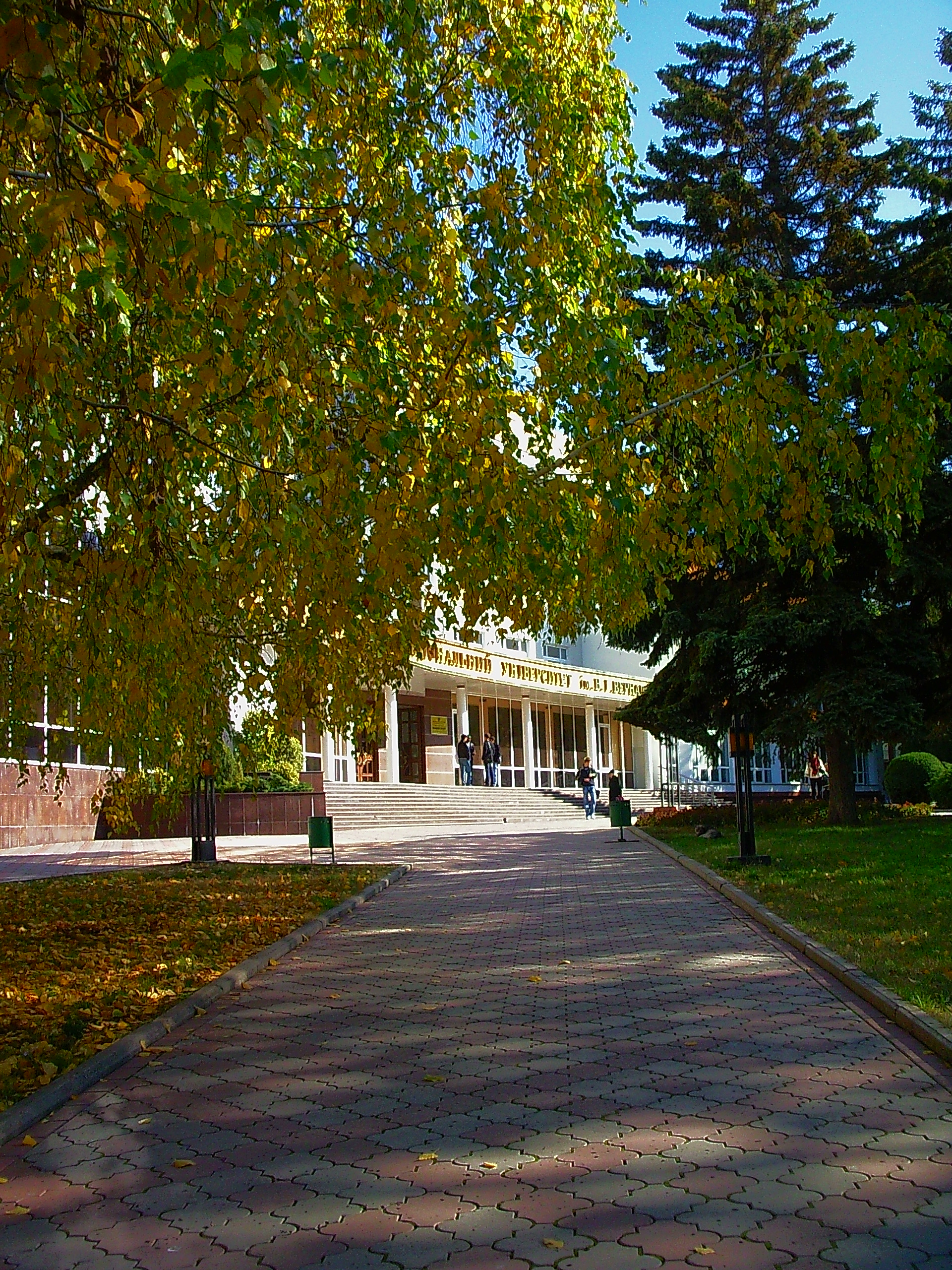
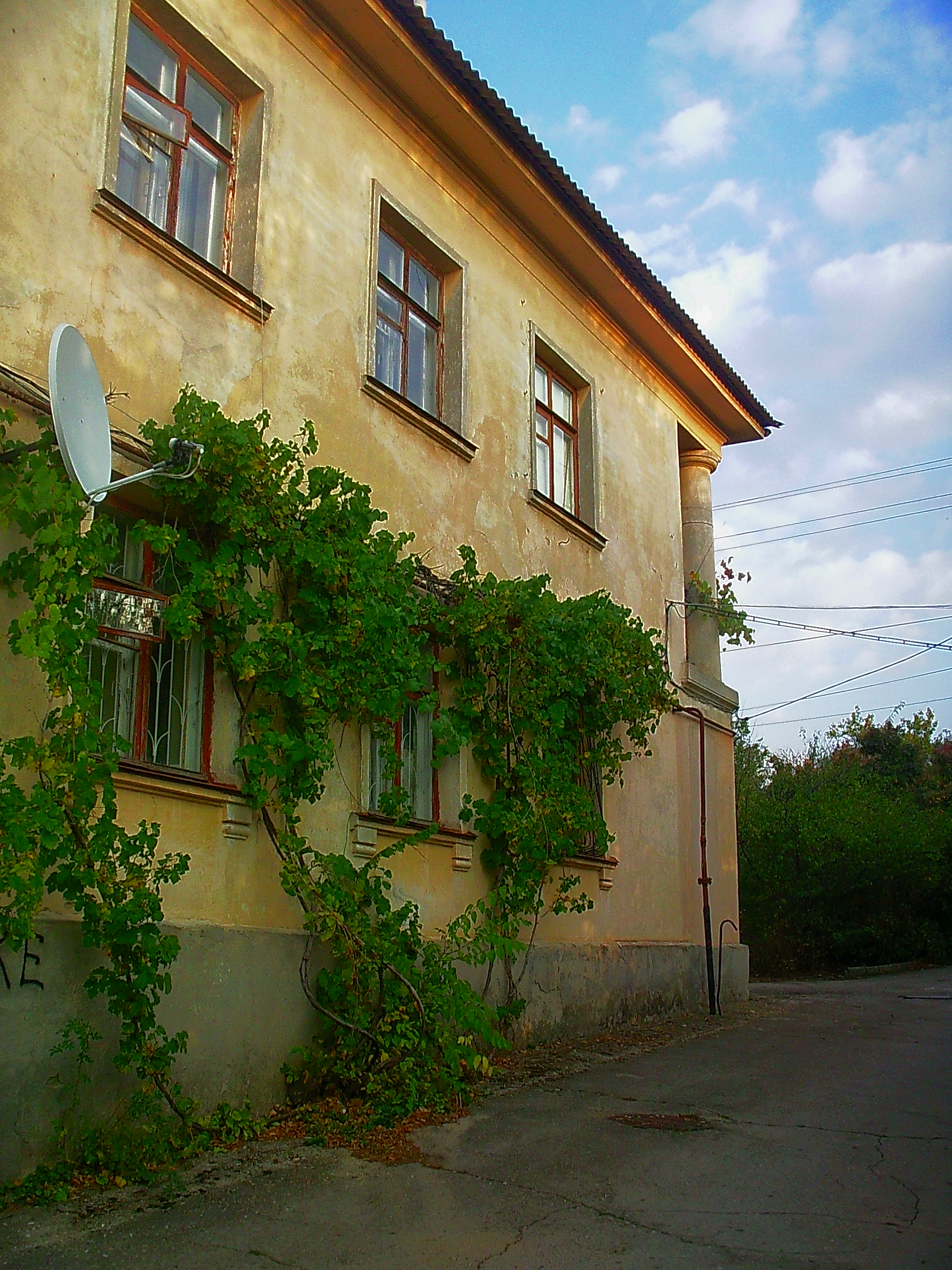
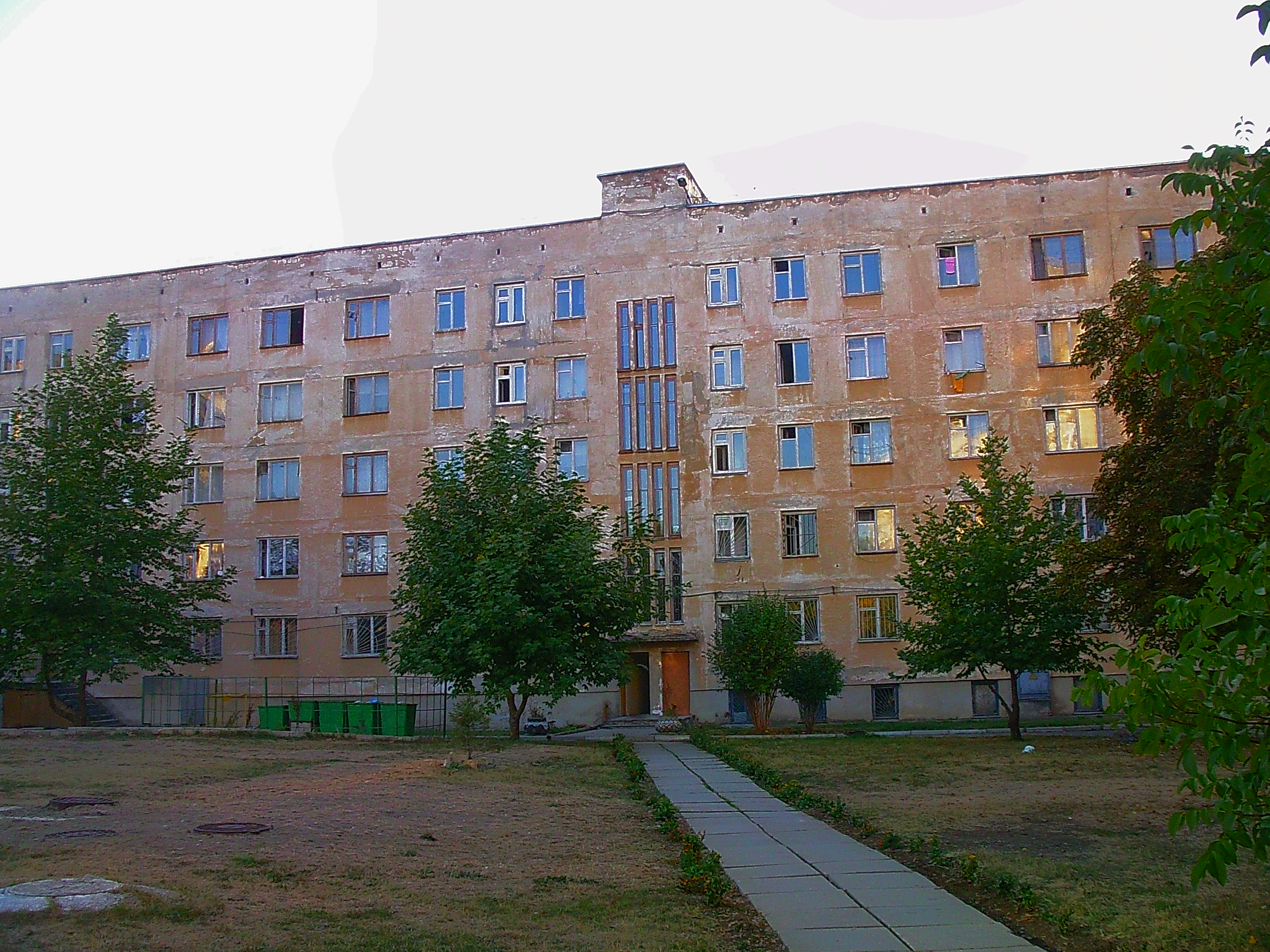
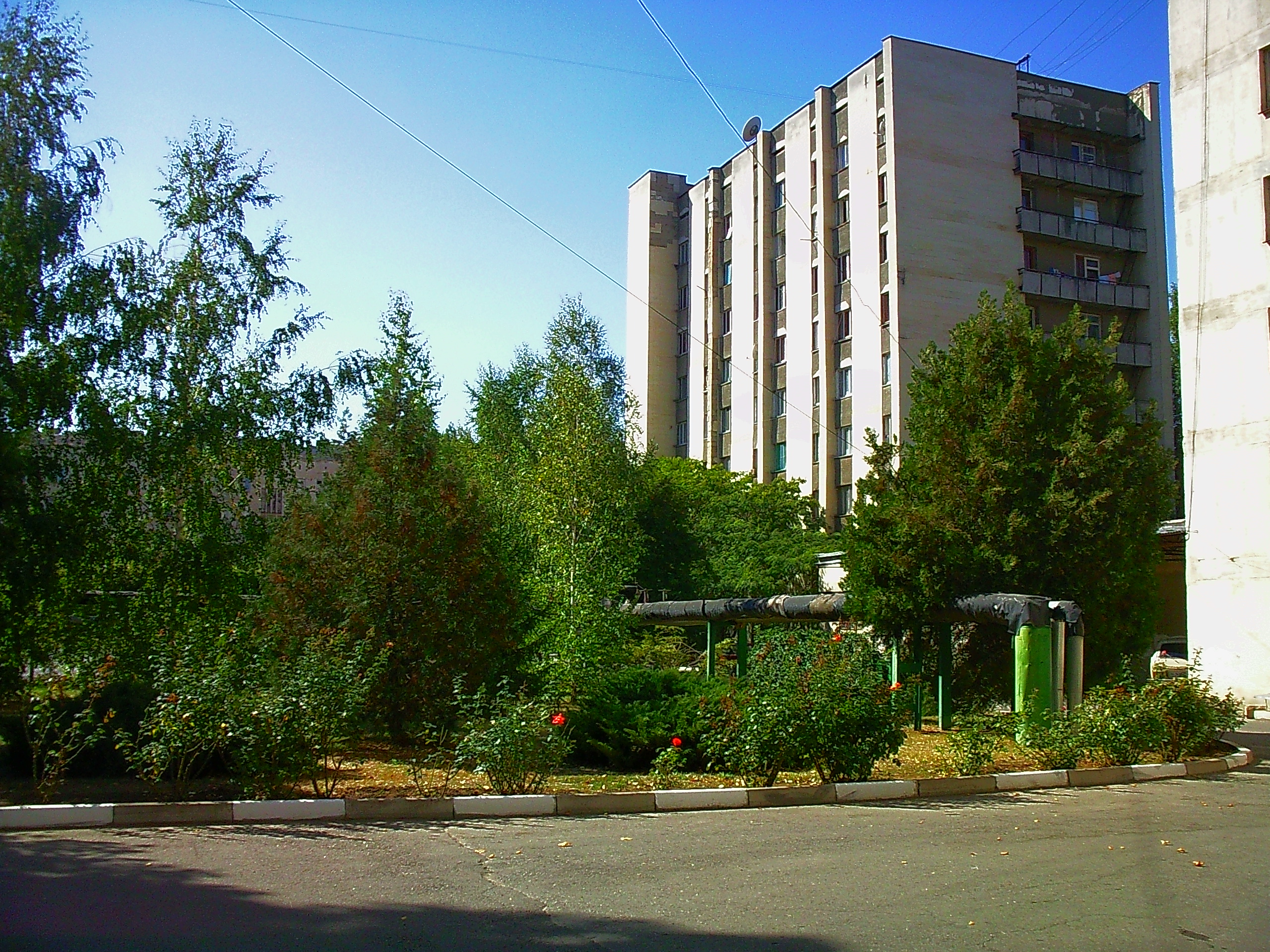
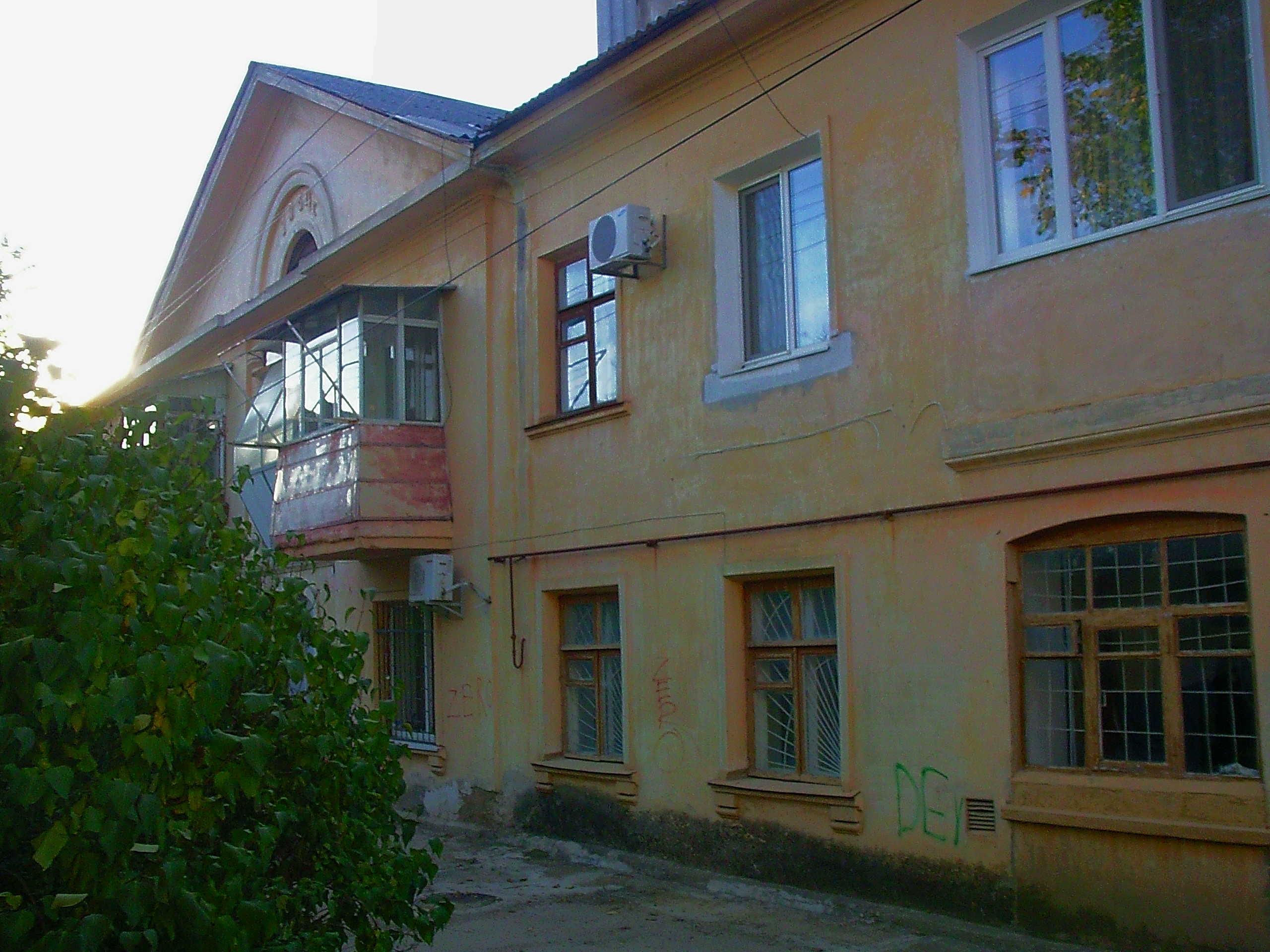
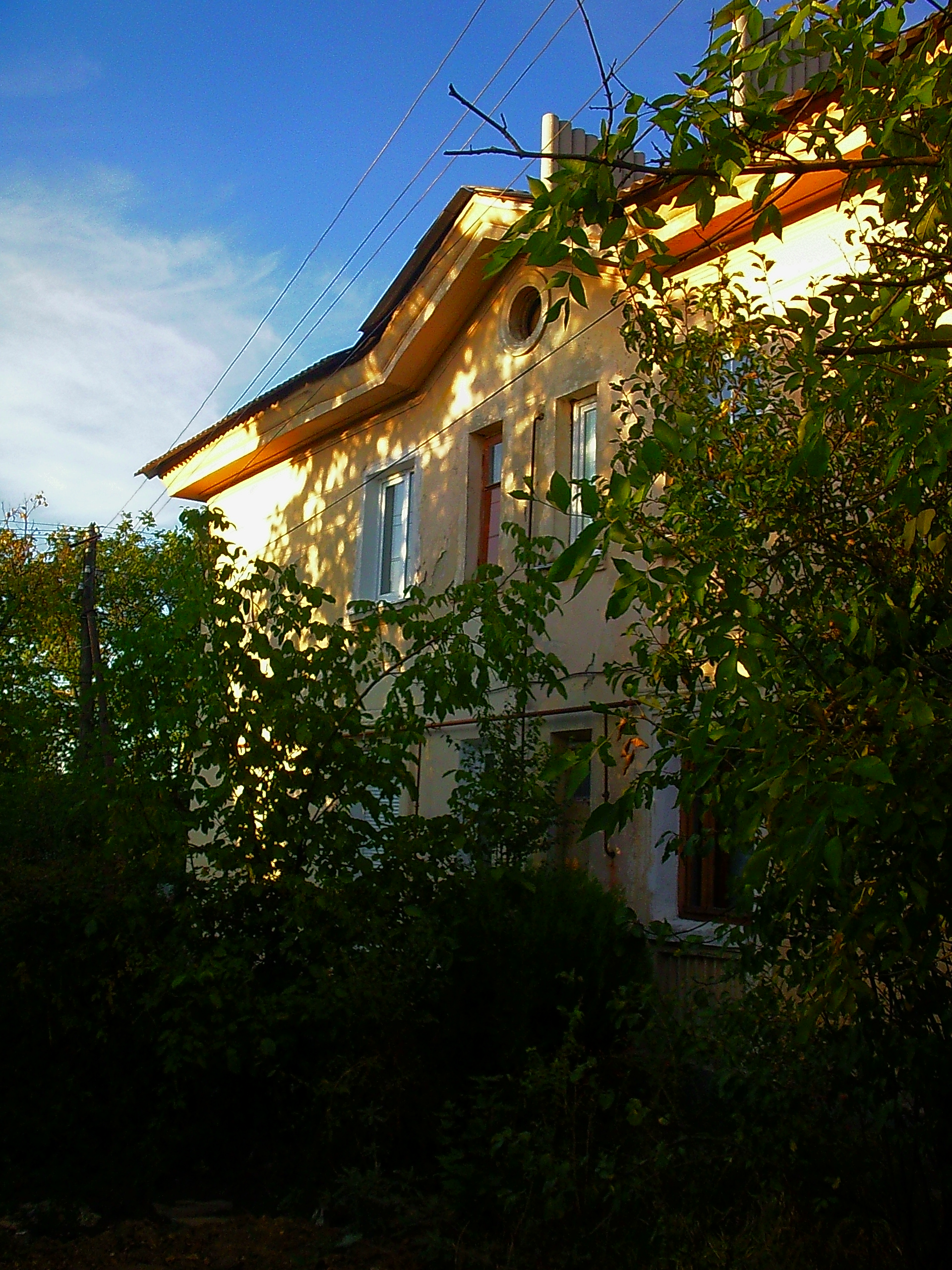
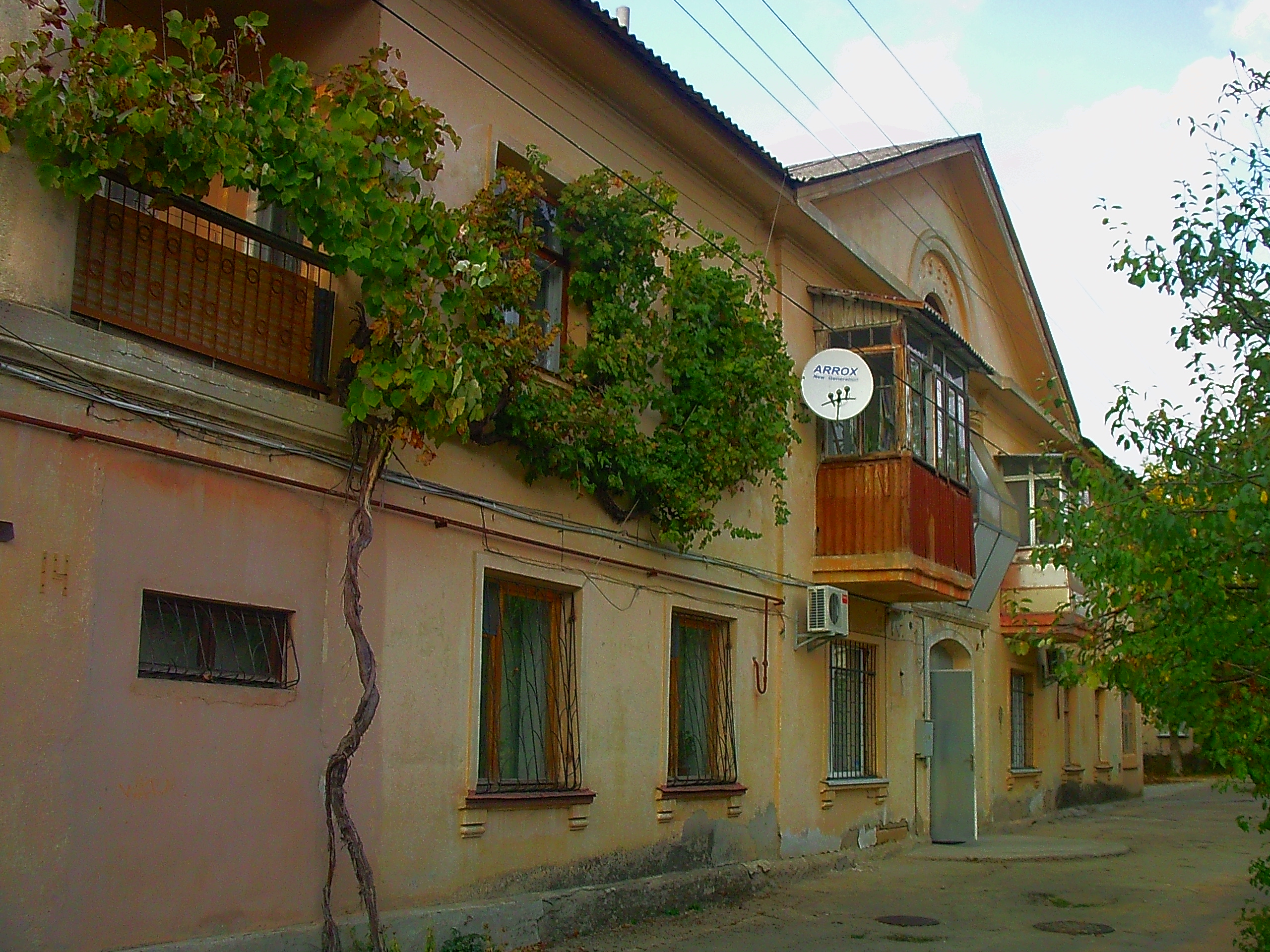
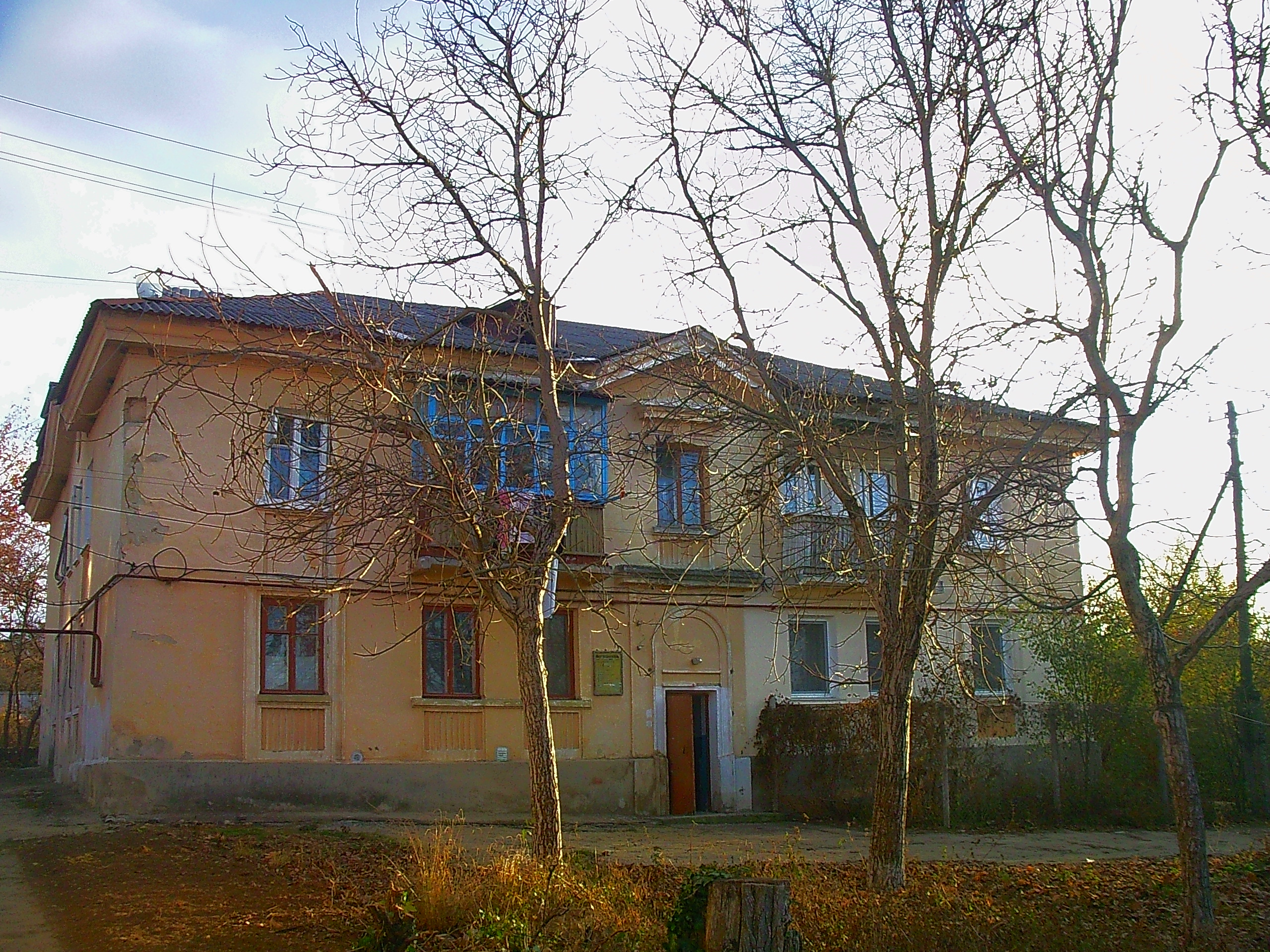
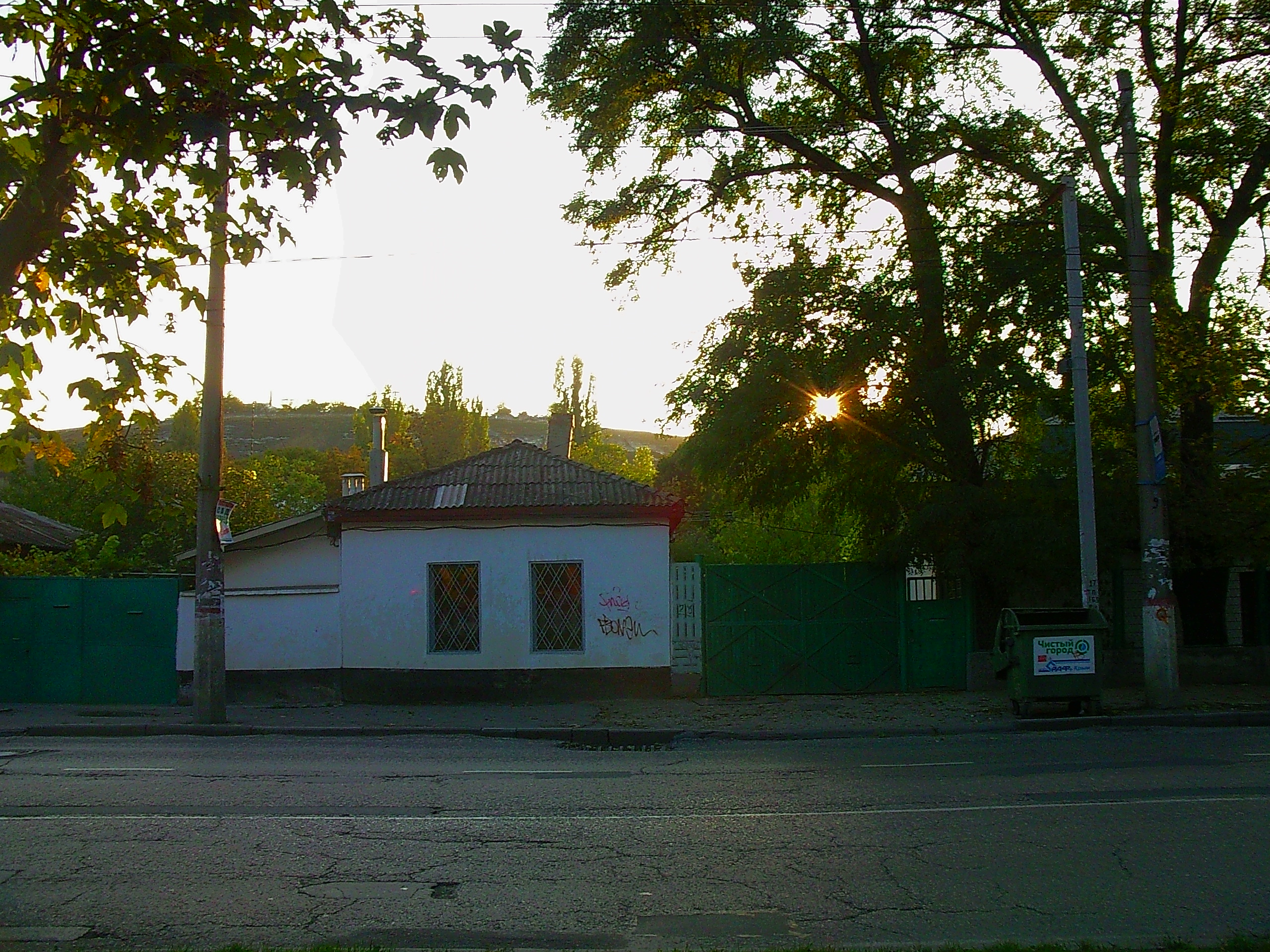
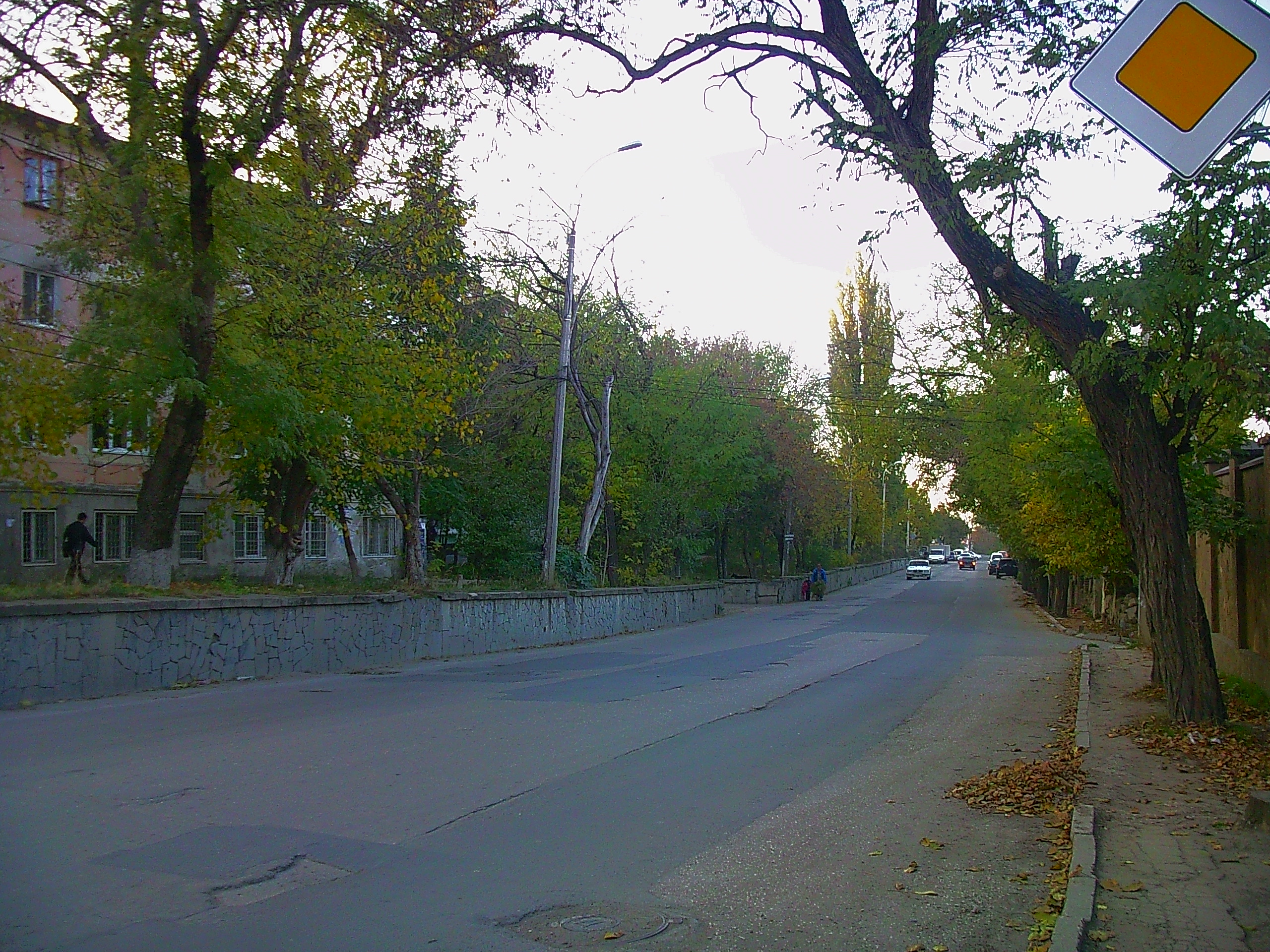
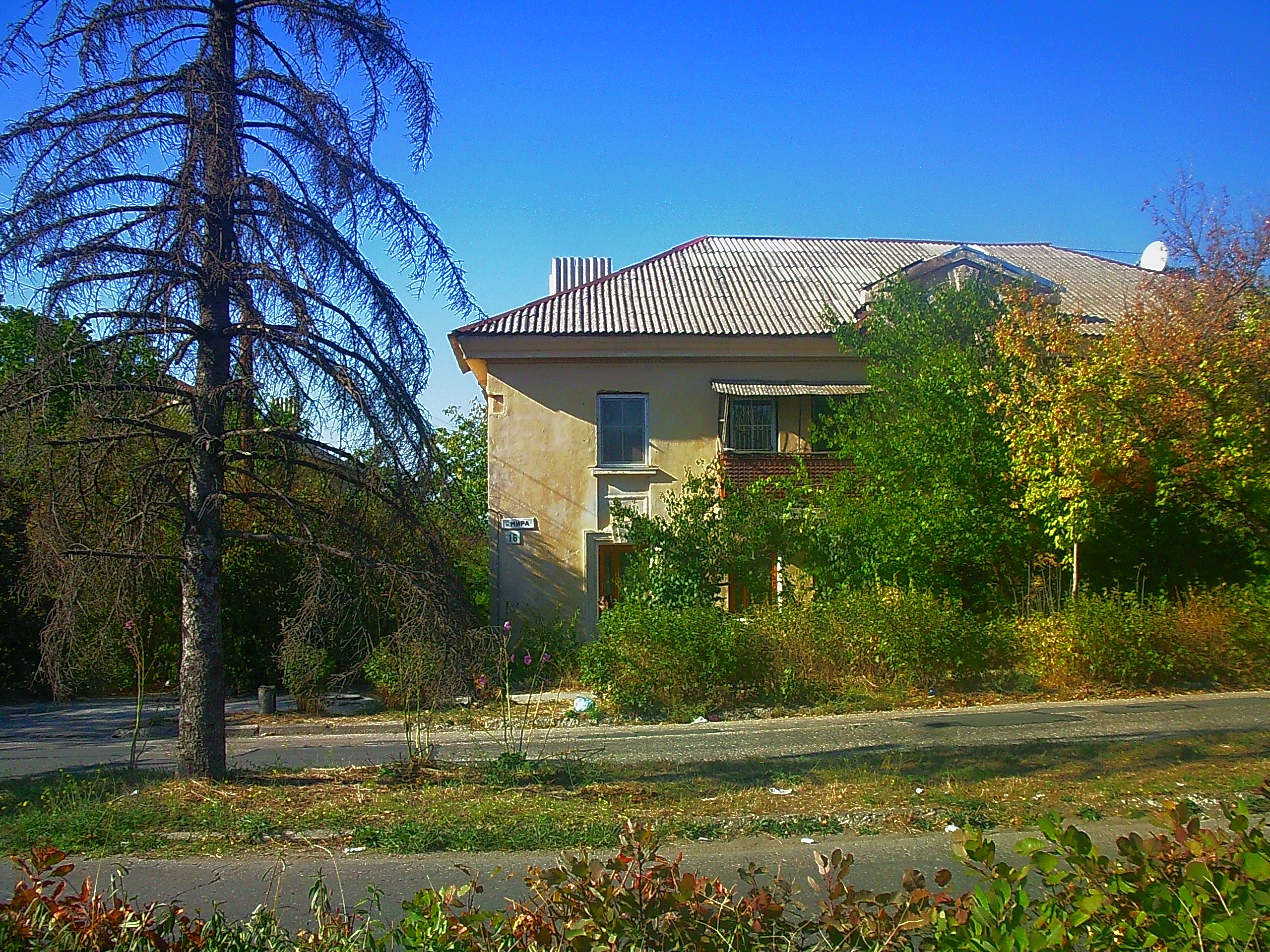